# Хоэнтрам
Хоэнтрам (нем. Hohentramm) — община в Германии, районный центр, расположен в земле Саксония-Анхальт.
Входит в состав района Зальцведель. Подчиняется управлению Бетцендорф-Дисдорф. Население составляет 253 человека (на 31 декабря 2006 года). Занимает площадь 16,76 км².